# IZENE
株式会社IZENE（アイゼン）は、東京都に拠点を置く日本の音楽関連企業。

## 概要
- 代表者 代表取締役 倉持武志
- 資本金 10,000,000円

## 事業所
- 東京本社
- 市ヶ谷スタジオ
- 川口スタジオ
- 新浦安スタジオ